# Výtvarníci legionáři
Výtvarníci legionáři je sborník medailonů československých výtvarníků, kteří byli členy československých legií během první světové války. Sestavitelem byl malíř a legionář Platon Dějev.
Předmluvy napsali:
- František Machník, ministr národní obrany Republiky Československé
- Jan Syrový, armádní generál a generální inspektor Čsl. branné moci
- František Danielovský, odborový přednosta MNO a přednosta kanceláře Čsl. legií

| „                               | Ve vřavě a v hrůze bitev – ale také ve svatém zápasu za svobodu národa, za jeho lepší budoucnost a vyšší kulturu - nezapomněli jste na hlas krásy, na sílu umění | “ |
| — Rudolf Medek 1. července 1936 | |   |

## In memoriam - Zemřelí bratři
Medailony výtvarníků, kteří zemřeli před vydáním sborníku.
- Břetislav Bartoš, malíř
- František Duchač - Vyskočil, sochař
- Ota Gutfreund, sochař
- Josef Hladeček, malíř
- Oldřich Hlavsa, malíř
- Vojtěch Holub, sochař
- Bedřich Mikan, sochař
- František Němec, sochař
- František Parolek, malíř
- Ferdinand Písecký, malíř
- Jaroslav Provazník, malíř
- František Reisinger, sochař
- Robert Smutný, architekt
- Václav Špála, sochař
- Miloš Votrubec, malíř
- Václav Zunt, sochař

## Mnogaja leta - Žijící bratři
Medailony výtvarníků, kteří v době vydání sborníku žili a tvořili.
- Vlastimil Amort, sochař
- Karel Babka, sochař
- Václav Bařtipán, sochař
- Josef Bělka, malíř
- Jindřich Biebl, malíř
- František Bílek, sochař
- Ota Birma, sochař
- František Bláha, malíř
- Karel Blažek, sochař
- Rudolf Brachlt, malíř
- Oskar Brázda, malíř
- Alois Bučánek, sochař
- František Cihlář, sochař
- Kamil Cipra, malíř
- Jan Vasilij Čermák, sochař
- Ludvík Černovický, malíř
- Antonín Mikuláš Číla, malíř
- Otakar Číla, malíř
- Platon Dějev, malíř
- František Xaver Diblík, malíř
- Rudolf Dunda, sochař
- Jiří Dvořák, malíř
- Emil Filla, malíř
- Jaroslav Fořt, malíř
- František Francl, sochař
- Josef Grus, architekt
- Bohuslav Harna, malíř
- Sylvestr Harna, sochař
- Antonín Hartman, malíř
- Rudolf Hlavica, sochař
- Karel Hruška, sochař
- Vladimír Chalupa, malíř
- Josef Jílek (sochař), sochař
- František Junger, malíř
- Jan Kahaj, sochař
- Vojtěch Kerhart, architekt
- Richard Kindermann, malíř
- Bohuslav Kočí, sochař
- Emanuel Korecký, sochař a řezbář
- Karel Kotrba (sochař), sochař
- Jaroslav Kousek, malíř
- Miloslav Alexandr Kratochvíl, grafik
- František Kupka, malíř a grafik
- Vilém Kvasnička, architekt
- Jaroslav Malý, malíř
- Jura Mandel, malíř
- Vladimír Marek, malíř
- Ota Matoušek, malíř
- Emil Meissner, sochař
- František Mička, sochař
- Heřman Němeček, malíř
- Viktor Nikodem, malíř
- Otto Ottmar, malíř
- Jan Pašek, malíř
- Antonín Peterka, sochař
- Petr Pištělka, malíř
- František Platzer, malíř
- Vladimír Pleiner, malíř
- Vojtěch Preissig, malíř a grafik
- Karel Procházka, malíř
- Emanuel Prüll, malíř
- Ladislav Přenosil, malíř a glyptik
- Emil Purgart, malíř
- Jaroslav Riedl, malíř
- Jaroslav Rössler, architekt
- Leopold Schmidt, malíř
- František Smolka, malíř
- Miloslav Smolka, malíř
- Antonín Smutný, malíř a grafik
- Jan Spáčil, malíř
- Jan Stránský, sochař a řezbář
- Ludvík Strimpl, malíř a grafik
- Karel Strnad, grafik a litograf
- Miloš Sum, grafik
- Jaroslav Svoboda, malíř
- Jiří Rudolf Svoboda, sochař
- Josef Šebor, sochař
- Jaroslav Šejnoha, malíř
- Václav Alexandr Šidlík, sochař
- Václav Švec, sochař
- Štěpán Váca, malíř
- Jaroslav Vladimír Váchal, malíř
- František Igor Vik, malíř a grafik
- Jindřich Vlček, malíř
- Antonín Vršecký, sochař
- Alois Vrtiška, sochař
- Jan Zázvorka, architekt
- Bedřich Zelený, sochař
- František Ziegelheim, malíř
- Jan Angelo Zeyer, malíř

## Výtvarníci, kteří se navrátili s legiemi
- Rudolf Březa, sochař
- Karel Jozef, sochař [p 1]
- Bohumil Nebeský-Wojkowicz, malíř
- Josef Prokop, malíř [p 1]
- Andrej Rjazanov, malíř a keramik